# Кузнец, Юрий Львович
Юрий Львович Кузнец (1931—2006) — советский учёный, доктор исторических наук, профессор; действительный член Академии политической науки.
Автор ряда работ.

## Биография
Родился 3 июля 1931 года в Ленинграде, в семье историка Льва Львовича Ракова и филолога Марианны Давидовны Кузнец (1896—1961), переводчика с английского языка, заведующей кафедрой иностранных языков Ленинградского педиатрического медицинского института, дочери иркутского первой гильдии купца Д. М. Кузнеца. Родители вскоре расстались, и в 1938 году мать вышла замуж за педагога-методиста Иосифа Моисеевича Меттера (1905—1971) — брата писателя Израиля Меттера.
Окончив школу, поступил на исторический факультет Ленинградского государственного университета; со студенческих лет выступал с докладами по международной тематике, здесь же окончил аспирантуру.
В 1960—1970 годах работал преподавателем истории и международных отношений в ряде высших учебных заведений Ленинграда.
На основе его защищенных кандидатской («Политическая борьба в Соединенных Штатах Америки по вопросу о вступлении во вторую мировую войну 1939-1941 гг.», 1957) и докторской («Внешняя политика Соединенных Штатов Америки на завершающем этапе второй мировой войны 1943-1945 гг. История и историография», 1971) диссертаций были опубликованы монографии, ставшие вкладом в аналитику вступления Соединенных Штатов во Вторую мировую войну и их внешней политики от Перл-Харбора до Потсдама. Исследования международных конференций антигитлеровской коалиции были продолжены Юрием Львовичем, когда появилась возможность использовать материалы ранее засекреченных советских архивов.
Занимался преподавательской, научной и организационной деятельностью за рубежом. В качестве советника-преподавателя Института общественных наук он был командирован в Аден, где участвовал в подготовке руководящих кадров Южного Йемена. По возвращении из командировки, преподавал в Институте общественных наук при ЦК КПСС. Затем с 1979 по 1987 год был в Афганистане политическим советником при ЦК НДПА, где  также руководил большим коллективом советских и афганских преподавателей и переводчиков, готовивших кадры для республики.
Вернувшись в Москву, Ю. Л. Кузнец продолжил работу в качестве профессора в Институте общественных наук при ЦК КПСС. В 1992 году он стал Главным ученым секретарем Финансовой академии при Правительстве РФ. Участвовал в подготовке научных работников, продолжал свои исследования, являлся членом редколлегии журнала «Власть».
Умер 15 марта 2006 года в Москве, похоронен на Преображенском кладбище.

## Семья
- Брат — Борис Иосифович Меттер (1939—2023), журналист, издатель и главный редактор нью-йоркской еженедельной газеты «Новый американец» (1980—1981)[6], президент корпорации «Нового американца» (1981—1985)[7].

## Награды и память
- Был награждён афганским орденом Красного Знамени и советским орденом Дружбы народов, а также медалями Афганистана и СССР.
- Удостоен звания звания «Почетный работник высшего профессионального образования РФ».
- В апреле 2017 года в Финансовом университете при Правительстве РФ была открыта именная аудитория Ю.Л. Кузнеца (ауд. 0413).[8]

## Сочинения
- Кузнец Ю. Л. Правда об «американском образе жизни» — Л.: Лениздат, 1960. — 44 с.
- Кузнец Ю. Л. Коммунистическая партия США в борьбе против ревизионизма, за идейную чистоту и организационное сплочение своих рядов. — М., 1961. — 20 с.
- Кузнец Ю. Л. Вступление США во Вторую мировую войну. — М.: Соцэкгиз, 1962.  — 290 с.
- Кузнец Ю. Л. От Перл-Харбора до Потсдама. Очерк внешней политики США. — М.: Международные отношения, 1970. — 351 с.
- Кузнец Ю. Л., Привалов В.В. Великое пятидесятилетие и бессилие его критиков. —  Л.: Знание, 1972. — 14 с.
- Кузнец Ю.Л., Наумкин В.В. Народная Демократическая Республика Йемен. 10 лет независимости.  — М.: Знание, 1977. — 64 с.
- Кузнец Ю. Л. 25 лет народно-демократической партии Афганистана (материалы для преподавателей)  — М.: Институт общественных наук при ЦК КПСС, 1990. — 90 с.
- Кузнец Ю. Л. «Мародеры» выходят из игры. Документальная повесть [о борьбе разведок в Афганистане в годы Второй мировой войны] — М.: Интерпракс, 1992. — 92 с.  ISBN 5-85235-046-X
- Кузнец Ю. Л. «Длинный прыжок» — в никуда. Как был сорван заговор против «Большой тройки» в Тегеране. — М.: Финансы и статистика, 1996. — 253 с. ISBN 5-279-01626-8
- Кузнец Ю. Л. Тегеран-43. Крах операции «Длинный прыжок» — М.: Яуза; ЭКСМО, 2003. — 382 с.  ISBN 5-8153-0146-9